# Eugenia teresae
Eugenia teresae är en myrtenväxtart som beskrevs av J.F.Morales. Eugenia teresae ingår i släktet Eugenia och familjen myrtenväxter.
Artens utbredningsområde är Costa Rica. Inga underarter finns listade i Catalogue of Life.